# 충의로 (서산시)
충의로(Chungui-ro)는 충청남도 서산시 예천동 예천사거리와 대산읍 대호방조제를 잇는 충청남도의 도로이다.

## 연혁
- 1996년 7월 3일 : 서산시 예천동 ~ 지곡면 화천리 11.8km 구간 개통, 기존 5.82km 구간 폐지[1]
- 1997년 9월 26일 : 서산시 지곡면 화천리 ~ 대산읍 독곶리 21km 구간 개통, 기존 구간 폐지[2]

## 주요 경유지
충청남도
- 서산시 (예천동 · 읍내동 · 갈산동 · 성연면 · 지곡면 · 대산읍)

## 노선
| 이름              | 접속 노선                                                                                          | 소재지 | 소재지 | 비고                                                                                        |
| ----------------- | -------------------------------------------------------------------------------------------------- | ------ | ------ | ------------------------------------------------------------------------------------------- |
| 예천사거리        | 국도 제29호선 국도 제32호선 국도 제77호선 국가지원지방도 제70호선 지방도 제649호선 (서해로) 고운로 | 서산시 | 석남동 | 국도 제29, 32, 77호선 구간 국가지원지방도 제70호선 구간                                     |
| 갈산 교차로       | 안견로                                                                                             | 서산시 | 부춘동 | 국도 제29, 32, 77호선 구간 국가지원지방도 제70호선 구간                                     |
| 서산종합운동장    | 안견로                                                                                             | 서산시 | 부춘동 | 국도 제29, 32, 77호선 구간 국가지원지방도 제70호선 구간                                     |
| 일람 교차로       | 국도 제32호선 (외곽순환로)                                                                         | 서산시 | 성연면 | 국도 제29, 32, 77호선 구간 국가지원지방도 제70호선 구간                                     |
| 일람교            | | 서산시 | 성연면 | 국도 제29, 77호선 구간 국가지원지방도 제70호선 구간                                         |
| 일람사거리        | 지방도 제634호선 (한월당로) 사연동로                                                               | 서산시 | 성연면 | 국도 제29, 77호선 구간 국가지원지방도 제70호선 구간 지방도 제634호선 구간                   |
| 고암교            | | 서산시 | 성연면 | 국도 제29, 77호선 구간 국가지원지방도 제70호선 구간 지방도 제634호선 구간                   |
| 일람삼거리        | 람동길                                                                                             | 서산시 | 성연면 | 국도 제29, 77호선 구간 국가지원지방도 제70호선 구간 지방도 제634호선 구간                   |
| 오사삼거리        | 지방도 제634호선 (성연1로)                                                                         | 서산시 | 성연면 | 국도 제29, 77호선 구간 국가지원지방도 제70호선 구간 지방도 제634호선 구간                   |
| 오사교            | | 서산시 | 성연면 | 국도 제29, 77호선 구간 국가지원지방도 제70호선 구간                                         |
| (무안교)          | 무장산업로                                                                                         | 서산시 | 성연면 | 국도 제29, 77호선 구간 국가지원지방도 제70호선 구간                                         |
| 화천1교           | 화천1로 화천3길                                                                                    | 서산시 | 지곡면 | 국도 제29, 77호선 구간 국가지원지방도 제70호선 구간 당진 방면 진입 불가 서산 방면 진출 불가 |
| 화천2교           | | 서산시 | 지곡면 | 국도 제29, 77호선 구간 국가지원지방도 제70호선 구간                                         |
| 중왕 교차로       | 왕산이로 화천2길                                                                                   | 서산시 | 지곡면 | 국도 제29, 77호선 구간 국가지원지방도 제70호선 구간                                         |
| 지곡 교차로       | 국가지원지방도 제70호선 (백제사신로)                                                               | 서산시 | 지곡면 | 국도 제29, 77호선 구간 국가지원지방도 제70호선 구간                                         |
| 대요 교차로       | 진충사길 한새지1길                                                                                 | 서산시 | 지곡면 | 국도 제29, 77호선 구간                                                                      |
| (대산삼거리)      | 구진로                                                                                             | 서산시 | 대산읍 | 국도 제29, 77호선 구간                                                                      |
| 대산종합시장      | 대산1로 대산2길                                                                                    | 서산시 | 대산읍 | 국도 제29, 77호선 구간                                                                      |
| 대산1 교차로      | 구진로                                                                                             | 서산시 | 대산읍 | 국도 제29, 77호선 구간                                                                      |
| 명지사거리        | 국도 제38호선 (명지1로)                                                                            | 서산시 | 대산읍 | 국도 제29, 38, 77호선 구간                                                                  |
| 화곡 교차로       | 국도 제29호선 (평신1로)                                                                            | 서산시 | 대산읍 | 국도 제29, 38, 77호선 구간                                                                  |
| 반곡 교차로       | 화곡로 삼길포1로                                                                                   | 서산시 | 대산읍 | 국도 제38, 77호선 구간                                                                      |
| 화곡터널          | | 서산시 | 대산읍 | 국도 제38, 77호선 구간 당진 방면 연장 470m 서산 방면 연장 395m                              |
| 삼길포 교차로     | 삼길포1로 삼길포7로                                                                                | 서산시 | 대산읍 | 국도 제38, 77호선 구간                                                                      |
| 대호교            | | 서산시 | 대산읍 | 국도 제38, 77호선 구간                                                                      |
| 대호방조제        | | 서산시 | 대산읍 | 국도 제38, 77호선 구간                                                                      |
| 북부산업로와 직결 | |        |        |                                                                                             |

## 주요 건물 및 시설
- 롯데마트 서산점 (충청남도 서산시 충의로 27)
- 오사3리마을회관 (충청남도 서산시 성연면 충의로 708-7)
- 현대파워텍 (충청남도 서산시 지곡면 충의로 958)
- 풍림아파트 (충청남도 서산시 대산읍 충의로 1839-7)
- 대산중학교 (충청남도 서산시 대산읍 충의로 1856)
- 천주교대산성당 (충청남도 서산시 대산읍 충의로 1882-5)
- 대산지구대 (충청남도 서산시 대산읍 충의로 1932)
- 대산종합시장 (충청남도 서산시 대산읍 충의로 1942)
- 대산농협 (충청남도 서산시 대산읍 충의로 2001)